# El Muró
El Muró és una muntanya de 518 metres que es troba entre els municipis de Vila-rodona a l'Alt Camp i el Montmell al Baix Penedès.